# San Juan Bautista (Paraguay)
San Juan Bautista ist die Hauptstadt des Departamento Misiones im Süden Paraguays. Sie hat mehr als 18.000 Einwohner.
In der Stadt ist der Sitz des Bistums San Juan Bautista de las Misiones.
Stadtpatron ist Johannes der Täufer.

## Lage / Verkehr
Die Stadt liegt etwa 200 km südlich von Asunción. Sie wird von der Fernstraße Ruta 1 auf dem Weg von Asunción nach Encarnación (166 km) durchquert.

## Geschichte
Gegründet wurde die Stadt während der Regierung von Carlos Antonio López, 1893 wurde sie per Dekret von Juan Gualberto González zur kleinen Stadt erklärt. Seit 1945 ist die Hauptstadt des Departamento Misiones.

## Persönlichkeiten
- Agustín Pío Barrios Mangoré (1885–1944), Komponist und einer der ersten Gitarrenvirtuosen in Südamerika
- Efraín Alegre (* 1963), Politiker
- Celeste Amarilla (* 1964), Politikerin
- Gustavo Gómez (* 1993), Fußballspieler
- Diego Gómez (* 2003), Fußballspieler